# Георги Спасов (писател)
 Тази статия е за писателя.  За други хора с това име вижте Георги Спасов.  
Георги Атанасов Спасов (1943 – 2001 г.) е български поет, писател, журналист и политик.

## Биография
Роден е на 18 април 1943 г. в с. Синитово, област Пазарджик. Завършва българска филология във Великотърновския университет „Кирил и Методий“. През 1967 г. сключва граждански брак с Величка Костова, с която имат 2 синове – Атанас и Иво.
Работи като директор на училище „Васил Априлов“ в Синитово, директор на Окръжния пионерски дом в Пазарджик, журналист във в. „Септемврийско знаме“ в Пазарджик, главен редактор на в. „Чапаевски зов“ в Белово. Включва се в дейността на неформалните организации през 1988 г.
Той е сред основателите и говорител на СДС. Участва в Кръглата маса през 1990 г. Народен представител е от Великотърновски избирателен район в Седмото велико народно събрание през 1990 – 1991 г. Директор е на вестник „Демокрация“.
От 1993 г. до 1997 г. е съветник на президента Желю Желев.
Умира в София на 14 май 2001 г.

## Литературни произведения
- „Вест“ (поезия, изд. „Народна младеж“, 1979 г.),
- „Добрият човек“ (поезия, изд. „Хр. Г. Данов“, 1981 г.),
- „Свободен пейзаж“ (поезия, изд. „Мисъл-90“, 1991 г.)
- „СъществуваНЕ“ (афоризми, изд. „Фльорир“, 1993 г.)
- „Вечен живот“ (поезия, изд. „Лице“, 1996 г.)
- „Село на баир“ (роман, изд. „Слово“, 2002 г.)
- „Памет“ (поезия, изд. „Лице“, 2003 г.)
- „Лабиринтът“ – том първи (проза, изд. „Фльорир“, 2007 г.)
- „Лабиринтът“ – том втори (поезия, изд. „Фльорир“, 2007 г.)

Творбите на Георги Спасов са превеждани на руски, френски и италиански език.
През 2007 година излизат томове първи и втори от събраните съчинения на Георги Спасов, озаглавени „Лабиринтът“. Първият том включва публикуван („Село на баир“) и непубликувани романи, повести, новели и разкази (изд. „Фльорир“, януари 2007 г., София). Вторият том е посветен на поезията на твореца – публикувани и непубликувани поеми, стихове, стихограми и фрагменти (изд. „Фльорир“, юли 2007 г., София).

## Литературни награди
- „Южна пролет“
- „Братя Кирил и Методий“
- „Цветан Зангов“
- „Пейо Яворов“
- „Ецио Джузиано“
- „Ергосфера“